# Harun (Name)
Harun (arabisch هارون, DMG Hārūn) oder Haroun ist ein arabischer männlicher Vorname hebräischer Herkunft. Er ist die arabische Form von Aaron und bedeutet „der Erleuchtete“ oder auch „der Überbringer von Nachrichten“ und kommt auch als türkischer, bosnischer und albanischer Vorname sowie als Familienname vor.

## Namensträger

### Historisch
- Harun, biblische Person Aaron, einer der Propheten des Islam
- Harun ar-Raschid (um 763–809), Kalif aus dem Geschlecht der Abbasiden
- Harun (Tuluniden) (Harun ibn Chumarawaih; † 904), Herrscher der Tuluniden in Ägypten
- Harun ibn Altun-Tasch († 1035), Choresm-Schah aus der Dynastie der Altuntaschiden, siehe Altuntaschiden #Harun ibn Altun-Tasch (reg. 1032–1035)

### Vorname
- Harun Alpsoy (* 1997), schweizerisch-türkischer Fußballspieler
- Harun Doğan (* 1976), türkischer Ringer
- Harun Erbek (* 1986), österreichischer Fußballspieler
- Harun Farocki (1944–2014), deutscher Filmemacher, Autor und Hochschullehrer
- Harun Isa (* 1969), albanischer Fußballspieler
- Haroun Kabadi (* 1949), tschadischer Politiker
- Harun Kavaklıdere (* 1998), türkischer Fußballspieler
- Harun Kaya (* 1951), türkischer Fußballspieler
- Harun Kolçak (1955–2017), türkischer Popmusiker und Songwriter
- Harun Njoroge Mbugua (* 1988), kenianischer Langstreckenläufer
- Harun Parlar (* 1945), deutsch-türkischer Chemiker
- Harun Sulimani (* 1991), österreichischer Fußballspieler
- Harun Tekin (* 1989), türkischer Fußballspieler
- Harun Tutum (* 1992), türkischer Fußballspieler
- Harun Yahya (eigentlich Adnan Oktar; * 1956), türkischer Sektenführer

### Zwischenname
- Harry Harun Behr (* 1962), deutscher Islamwissenschaftler und Hochschullehrer
- Yohanes Harun Yuwono (* 1964), indonesischer Geistlicher, Erzbischof von Palembang

### Familienname
- Abdalelah Haroun (1997–2021), katarischer Sprinter
- Ahmad Harun, sudanesischer Anwalt und Politiker
- Ales Harun (1887–1920), belarussischer Lyriker
- Faris Haroun (* 1985), belgischer Fußballspieler
- Hariss Harun (* 1990), singapurischer Fußballspieler
- Helmut Harun (eigentlich Helmut Habrich; 1914–1981), deutscher Drehbuchautor und Regisseur
- Mahamat-Saleh Haroun (* 1961), tschadischer Filmregisseur
- Makda Harun (* 1988), äthiopische Marathonläuferin
- Mohammed Mahjub Harun, sudanesischer Politikwissenschaftler, Journalist und Hochschullehrer
- Nadjim Haroun (* 1988), tschadischer Fußballspieler
- Wilhelm Harun-el-Raschid-Hintersatz (1886–1963), deutscher Offizier und SS-Standartenführer

### Kunstfigur
- Harun und das Meer der Geschichten, Kinder- und Jugendbuch von Salman Rushdie